# Rubus diclinis
Rubus diclinis är en rosväxtart som beskrevs av F. Müll.. Rubus diclinis ingår i släktet rubusar, och familjen rosväxter.

## Underarter
Arten delas in i följande underarter:
- R. d. ikilimbu
- R. d. diclinis
- R. d. papuana
- R. d. novoguineensis